# Ненад Джоржевич
Ненад Джоржевич (серб. Ненад Ђорђевић / Nenad Đorđević, нар. 7 серпня 1979, Парачин) — сербський футболіст, захисник шведського «ІФК Берга».
Виступав, зокрема, за клуб «Партизан», а також національну збірну Сербії і Чорногорії.

## Клубна кар'єра
У дорослому футболі дебютував 1997 року виступами за «Земун», в якому провів один сезон, взявши участь у 19 матчах чемпіонату.
У сезоні 1998/99 Джоржевич виступав за «Єдинство» (Уб), після чого перейшов в белградський «Обилич», а в 2003 році підписав контракт з іншим столичним клубом, «Партизаном». За чотири сезони в команді Джорджевич зіграв 85 матчів у чемпіонаті країни, грав у Лізі чемпіонів та Кубку УЄФА на груповому етапі, будучи одним з провідних гравців клубу і кращих захисників в сербській лізі.

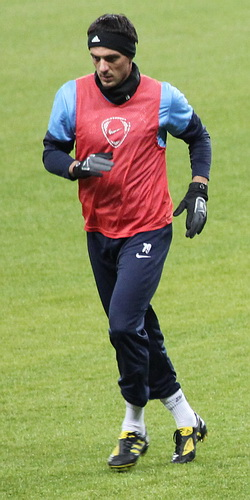
Ненад Джоржевич на тренуванні у «Крилах Рад». 14 листопада 2010 року.

У січні 2007 року Джорджевич перейшов в японський клуб «ДЖЕФ Юнайтед», в якому провів лише один сезон. 29 січня 2008 року Джорджевич в статусі вільного агента підписав дворічний контракт зі своїм колишнім клубом, «Партизаном». За два роки він допоміг клубу тричі виграти чемпіонат і двічі кубок Сербії. У фіналі Кубка 2008/09 Джорджевич забив перший гол у ворота «Севойно». Загалом за «Партизан» він зіграв 204 матчі в різних турнірах і забив в них 18 голів.
9 квітня 2010 року підписав дворічний контракт з самарськими «Крилами Рад». У новому клубі дебютував 10 квітня, вийшовши на заміну в матчі проти раменського «Сатурна» і забивши переможний гол. Всього в російській Прем'єр-лізі провів майже два роки, взявши участь у 53 матчах чемпіонату і забивши 5 голів. 22 лютого 2012 року його контракт був розірваний за взаємною згодою сторін.
27 лютого 2012 року Джорджевич підписав чотирирічний контракт зі шведським «Кальмаром», але в клубі основним гравцем не був і по завершенні контракту покинув клуб.
Перед сезоном 2016 року підписав контракт з клубом четвертого шведського дивізіону «ІФК Берга». Відтоді встиг відіграти за команду 12 матчів в національному чемпіонаті.

## Виступи за збірні
17 квітня 2002 року дебютував в офіційних матчах у складі національної збірної Союзної Республіки Югославія в товариській грі проти Литви (4:1).
Згодом у складі збірної Сербії і Чорногорії був учасником чемпіонату світу 2006 року у Німеччині, де зіграв у 2-х матчах — з Нідерландами (0:1) і Кот-д'Івуаром (2:3). За підсумками групового етапу балканці не змогли вийти з групи і після цього збірна була розпущена, а за новостворені збірні Сербії або Чорногорії Джоржевич вже не виступав.
Всього провів у формі головної команди країни 17 матчів, забивши 1 гол.

## Досягнення

### Командні
Партизан
- Чемпіон Сербії і Чорногорії (1): 2004/05
- Чемпіон Сербії (3): 2007/08, 2008/09, 2009/10
- Володар Кубку Сербії (2): 2007/08, 2008/09

### Індивідуальні
- У символічній збірній чемпіонату Сербії: 2008/09